# Trianel Windpark Borkum

Lage des OWP Trianel Windpark Borkum in der Deutschen Bucht

Der Trianel Windpark Borkum, ehemals Offshore-Windpark „Borkum West II“, ist ein Offshore-Windpark in der deutschen ausschließlichen Wirtschaftszone (AWZ) in der südlichen Nordsee. Er wurde in zwei Phasen mit je 200 MW errichtet. Die Anlagen der Phase 1 sind seit 2015 in Betrieb; die Offshore-Bauarbeiten für Phase 2 begannen im Herbst 2018 und wurden im Mai 2020 mit der Installation der letzten beiden Anlagen abgeschlossen.

## Allgemeines
Der Offshore-Windpark befindet sich auf einer Fläche von 55,6 km² rund 45 km nördlich der Insel Borkum und 44 km nordwestlich der Insel Juist bei Wassertiefen von 25–35 Metern.
Der Windpark wurde ursprünglich von der Prokon Nord Energiesysteme entwickelt. Der Antrag auf Errichtung und Betrieb von 80 Windenergieanlagen vom 26. Mai 2006 in der Fassung vom 15. November 2007 wurde vom Bundesamt für Seeschifffahrt und Hydrographie (BSH) auf Grundlage der Seeanlagenverordnung am 13. Juni 2008 genehmigt.
2009 sicherte sich die Trianel die Rechte an dem Vorhaben. Aufgrund von Schwierigkeiten bei der Finanzierung im Rahmen der Finanzkrise ab 2007 wurde das Vorhaben in zwei Phasen geteilt.
Die Europäische Kommission förderte das Vorhaben im Rahmen des European Energy Programme for Recovery (EEPR) mit 42,71 Mio. Euro.
Der TÜV Süd hat die Bewirtschaftung des Offshore-Windparks gemäß ISO 55001 zertifiziert.

## Trianel Windpark Borkum I (Phase 1)
Am Offshore-Projekt beteiligen sich 34 kommunale und kommunalnahe Energieversorgungsunternehmen aus Deutschland, den Niederlanden, Österreich und der Schweiz unter Führung der Trianel. Im Jahr 2010 wurde die Investitionsentscheidung über 720 Millionen Euro für die Errichtung von 40 WEA des Typs Adwen AD 5-116 (Bezeichnung bis 2016: Areva M5000, bis 2007: Multibrid 5000) getroffen. Jede WEA verfügt über eine Nennleistung von 5 MW und einen Rotordurchmesser von 116 m.
Den Auftrag für die Verkabelung der einzelnen WEA mit der Umspannplattform mit circa 65 km Mittelspannungs-Seekabel hat die Norddeutsche Seekabelwerke (NSW) erhalten.
Für die erste Bauphase wurde im August 2011 eine Sicherheitszone für die Schifffahrt eingerichtet, damit zunächst 40 WEA aufgestellt werden konnten. Diese sollten zunächst bis zum zweiten Quartal 2013 ans Netz gehen. Beim Rammen der Fundamente in den Meeresboden wurden Blasenschleier verwendet, um Schweinswale vor dem Baulärm zu schützen. Das Kranschiff Oleg Strashnov setzte die bei WeserWind in Bremerhaven gebauten Tripods auf die in den Meeresboden gerammten Gründungspfähle. Jeweils zwei dieser 60 m hohen und bis zu 900 t schweren Teile wurden vom Kranschiff Stanislav Yudun vom Offshore-Terminal der Bremer Logistic Group (BLG) in Bremerhaven abgeholt und zum rund 45 km entfernten Baufeld gebracht. Ende Mai 2013 waren alle Tripods gesetzt, danach wurden die Windenergieanlagen vom niederländischen Eemshaven geholt und auf den Tripod-Fundamenten errichtet. Das vom britischen Unternehmen MPI gecharterte Errichterschiff Adventure transportierte dabei jeweils die Komponenten für drei komplette Windenergieanlagen auf einer Tour vom Festland zum Baufeld und montierte sie auf die Tripods. Bis Februar 2014 war die Hälfte der Anlagen errichtet, Anfang Juni wurde gemeldet, dass alle 40 WEA („BW 1“ bis „BW 40“) installiert seien.
Der erste rein kommunale Offshore-Windpark in der Nordsee produziert klimafreundlichen Strom für ca. 200.000 Haushalte im Jahr.
In den ersten sechs Monaten nach der Inbetriebnahme speiste der Windpark 452 GWh elektrischer Energie ins Netz. Die Ertragsprognose für das Gesamtjahr liegt bei über 4000 Volllaststunden (d. h. gut 800 GWh).

## Trianel Windpark Borkum II (Phase 2)
Die Phase 2 des Windparks umfasst 203,2 MW. Bis Ende 2016 liefen die EU-weiten Ausschreibungsverfahren für einzelne Gewerke wie beispielsweise die WEA, Fundamente oder interne Parkverkabelung. 2016 erhielt Senvion den Zuschlag für die Lieferung von 32 Turbinen. Die Leistung der WEA vom Typ Senvion 6.3M152 sind jeweils auf 6,35 MW gesteigert. Der Wechsel des WEA-Typs mit erhöhter Nennleistung und vergrößertem Rotordurchmesser machte Änderungen der Planungsunterlagen erforderlich, die am 5. Oktober 2016 vom BSH genehmigt wurden.
Im April 2017 wurden die Investition von 800 Millionen Euro und der Bau offiziell beschlossen. Baubeginn war im Herbst 2018, die Inbetriebnahme sollte Ende 2019 erfolgen. Ende April 2019 wurde die Verlegung der Innerparkverkabelung mit der Anbindung an die vorher gesetzten 32 Monopile-Gründungsstrukturen abgeschlossen. Aufgrund der Insolvenz des Windkraftanlagenherstellers Senvion, die Verzögerungen bei Lieferung und Inbetriebnahme der WEAs nach sich zog, konnten bis Dezember 2019 nur die Hälfte der Anlagen errichtet und angeschlossen werden. Am 17. Mai 2020 wurde die letzte Anlage errichtet, die vollständige Inbetriebnahme erfolgte am 3. Juli 2020.
Der Windpark produziert jährlich Ökostrom für rund 200.000 Haushalte.
Beteiligungsstruktur in der Phase 2 (Stand: 7. April 2017):
| Anteil  | Anteilseigner |
| ------- | --- |
| 37,99 % | Trianel, Stadtwerke Bochum, Stadtwerke Mosbach, Allgäuer Überlandwerk, enwor, ENNI Stadt & Service Niederrhein, Gemeinschaftsstadtwerke Kamen, Bönen, Bergkamen, Hertener Stadtwerke, Stadtwerke Uelzen, Stadtwerke Aalen, Stadtwerke Dachau, Stadtwerke Warburg, Stadtwerke Georgsmarienhütte, Stadtwerke Rheine, Stadtwerke Verden, Stadtwerke Bonn, Stadtwerke Hamm, Stadtwerke Lengerich |
| 37,5 %  | EWE |
| 24,51 % | Elektrizitätswerk der Stadt Zürich und Fontavis |

## Netzanschluss
Das Kranschiff Oleg Strashnov hob Mitte April 2013 die rund 2400 Tonnen schwere Umspannplattform („BW 0“) von Alstom auf das bereits im Baufeld installierte Fundament. Der Netzanschluss aller 72 WEA des gesamten Windparks erfolgt über diese zentrale Umspannplattform. Die Spannung wird hier von 33 kV auf 155 kV umgespannt und über etwa 7½ km per DHÜ an die HGÜ-Konverter-Plattform DolWin alpha des Übertragungsnetzbetreibers Tennet TSO geleitet. Die HGÜ-Leitung DolWin 1 stellt die Verbindung über Norderney zum Festland her.
Durch Verzögerungen des Netzanschlusses bei dem verantwortlichen Übertragungsnetzbetreiber Tennet wurde die erste Ausbaustufe des Windparks erst am 1. Februar 2015 in den Probebetrieb genommen. Die offizielle Inbetriebnahme fand im Juli 2015 statt.

## Tripod-Fundamente im Trianel Windpark Borkum
Tripods werden schon seit längerem in der Öl- und Gas-Industrie eingesetzt. Auf eine Offshore-Windenergieanlage (OWEA) wirken jedoch andere Kräfte als auf eine schwere Ölplattform, und auch die Wassertiefen von mehr als 25 m stellten eine Herausforderung dar. Das Fundament-Design wurde daraufhin von OWT – Offshore Wind Technologie auf die OWEA-Anforderungen angepasst und ein Tripod-Design speziell für OWEA entwickelt. Vor dem Einsatz im Trianel Windpark Borkum hatten sich die Tripods bereits 2008 im alpha-ventus-Projekt bewährt. Alpha ventus wurde als Testfeld für die Offshore-Nutzung von Windenergie geplant. Dadurch sollte eine breite Basis an Erfahrungen und Erkenntnissen für den Bau und Betrieb weiterer Offshore-Windparks gewonnen werden. Als erster kommerzieller Einsatz in größerem Maßstab wurden die Tripods dann für den Trianel Windpark Borkum eingeplant. Die Besonderheit des Tripods liegt in der Kombination aus der Überwasserstruktur einer Einpfahllösung (geringe exponierte Oberfläche, robustes Verhalten in Risikoszenarien, einfacher Übergang zur Turmseite, Fertigung vergleichbar Monopile und Turm) mit der Tragwirkung und -leistung einer aufgelösten Struktur. Der Einsatzbereich ist geometrisch bedingt auf die Größenordnung von mindestens 25 m bis derzeit 50 m Wassertiefe zu sehen. Nach dem Bau von Trianel Phase I und Global Tech One mit baugleichen Anlagen fand das Tripod-Konzept in der Nordsee keine Anwendung für Neuerrichtungen mehr, die zweite Phase von TWB und alle neueren Parks werden in Monopile-Bauweise errichtet.Windenergieanlage. Abgerufen am 27. Dezember 2024.

## Wirtschaftliche Auswirkungen
Der Trianel Windpark Borkum I konnte nach einem halben Jahr Stromproduktion mit einer technischen Verfügbarkeit von über 90 Prozent und einer Prognose von über 4000 Vollnutzungsstunden bis Jahresende die Erwartungen erfüllen. Die Verzögerung der Inbetriebnahme des Trianel Windpark Borkum II durch die Insolvenz des Windenergieanlagen-Herstellers Senvion beeinflusste die Einspeisevergütung des Windparks. Da zum Jahreswechsel 2019/2020 erst 16 der geplanten 32 WEA errichtet wurden und die Einspeisevergütung im Jahr 2020 im Vergleich zum Vorjahr um einen Cent pro Kilowattstunde sank, ergaben sich wirtschaftliche Herausforderungen für das Projekt.